# Lucho Gálvez
Lucho Gálvez (Iquique, 15 de abril de 1929 - Guayaquil, 30 de abril de 2010) fue un actor, escritor y animador de televisión chileno radicado en Ecuador, entre sus hijos se encuentran los actores Marcelo Gálvez y Tábata Gálvez.

## Carrera
Trabajó en radio y televisión. Fue productor, director, actor de televisión y teatro y también guionista. Integró el teatro de la Universidad Católica de Santiago (Chile) y arribó al Ecuador por invitación de Rafael Guerrero Valenzuela (+), propietario de radio CRE. Se radicó en el país en 1958. En 1963, cuando trabajaba en la compañía de teatro de Ernesto Albán, fue requerido por Teletortuga, ahora RTS, para dirigir y presentar programas. Fue conocido por su participación, como conductor, del programa Chispazos, que se transmitía en el entonces canal Telecentro, actual TC Televisión. Participó en el filme El derecho de los pobres, en 1971. El último espacio radial que condujo fue ‘El cofre de los recuerdos’, en radio Morena, y su última aparición en televisión fue en ‘Café reencuentro’ de Ecuavisa Internacional. Fundó la Asociación de Artistas del Guayas e integró la Unión Nacional de Periodistas.